# Афганистан на Универсиадах
Афганистан принимает участие в Универсиадах начиная с летней Универсиады 1985 года в Кобе. На зимних Универсиадах спортивная делегация Афганистана участвует начиная с Универсиады 2017 года в Алматы.
На настоящее время (после летней Универсиады 2021 и зимней Универсиады 2023) спортсмены Афганистана на всех Универсиадах медалей не завоевали.